# Saerdam
De Saerdam, ook wel Sardam of Zaandam genoemd, was een 17-eeuws jacht van de Vereenigde Oostindische Compagnie (VOC). Het was een klein koopvaardijschip dat voornamelijk bedoeld was voor de handel binnen de Indische archipel. 
In oktober 1628 voer het schip van Texel naar Java als onderdeel van een vloot onder bevel van commandeur François Pelsaert, en bereikte Batavia op 7 juli 1629.
Op 15 juli 1629 stuurde gouverneur Jan Coen de Saerdam naar de Abrolhos-eilanden aan de Australische westkust om de schipbreukelingen van de Batavia te redden en de scheepslading te bergen. Daarmee was het schip betrokken bij de nasleep van de beruchte muiterij die plaatsvond na de schipbreuk van de Batavia.
Tot 1636 of 1637 voer het schip tussen Batavia, Formosa en China.